# Chenal rectiligne
Pour un article plus général, voir chenal.
Le chenal rectiligne est un style fluvial d'une unité structurale qui compose un bassin versant. Son faible niveau de sinuosité le distingue du méandre.